# Abdul Waheed Karim
Abdul Waheed Karim (* 1927 in Kabul) ist ein ehemaliger afghanischer Diplomat.

## Leben
Abdul Waheed Karim ist ein Sohn von Qari Abdul Khaliq, Enkel von Abdul Karim Ulumi einst Gouverneur von Kandahar, leitete von 1886 bis 1887 die Ghilzai Rebellion gegen Amir Abdul Rahman.
Karim studierte am Istiqlal Lycée, und an der Universität Kabul Rechtswissenschaft und Politikwissenschaft. An der Universität von Paris wurde er zum Doktor der Rechte mit einer Arbeit zu internationalem Recht  promoviert. 1950 trat er in den auswärtigen Dienst und wurde er in der Protokollabteilung des afghanischen Außenministeriums beschäftigt. 1952 wurde er in London beschäftigt. 1953 wurde er in Paris beschäftigt. 1957 war er Zeremonienmeister im afghanischen Außenministerium. 1958 war er Geschäftsträger in Bagdad.
Von 1958 bis 1963 war er Botschaftssekretär erster Klasse in Paris. Von 1964 bis 1969 hatte er leitende Funktionen in den Abteilungen Wirtschaft und Kultur im afghanischen Außenministerium. Von 1970 bis 1973 leitete er die Abteilung Politik im afghanischen Außenministerium. Von 1973 bis 1976 war er Botschafter in Kairo. Von 1977 bis 1979 war er Botschafter in Washington, D.C.